# Tricalysia talbotii
Espèce
Synonymes
- Cremaspora talbotii Wernham[2] [3]
- Empogona talbotii (Wernham) Tosh & Robbr. (Wernham) Tosh & Robbr. (préféré par UICN)[3]
- Empogona talbotii (préféré par NCBI)[4]
- Pauridiantha insculpta (Hutch. & Dalziel) Bremek.[2]
- Tricalysia talbotii (Wernham) Keay[2] [3]
- Tricalysia talbotii[4]
- Urophyllum insculptum Hutch. & Dalziel[2]

Statut de conservation UICN

 VU B2ab(iii) : Vulnérable
Tricalysia talbotii (Wernham) Keay est une espèce de plantes tropicales de la famille des Rubiacées et du genre Tricalysia, présente au Nigeria et au Cameroun.

## Étymologie
Son épithète spécifique rend hommage au botaniste et anthropologue britannique Percy Amaury Talbot.